# Campeonato Mundial de Ciclismo em Pista de 1934
O Campeonato Mundial UCI de Ciclismo em Pista de 1934 foi realizado em Leipzig, na Alemanha, entre os dias 10 e 19 de agosto. Foram disputadas três provas masculinas, duas de profissionais e uma de amador.

## Sumário de medalhas

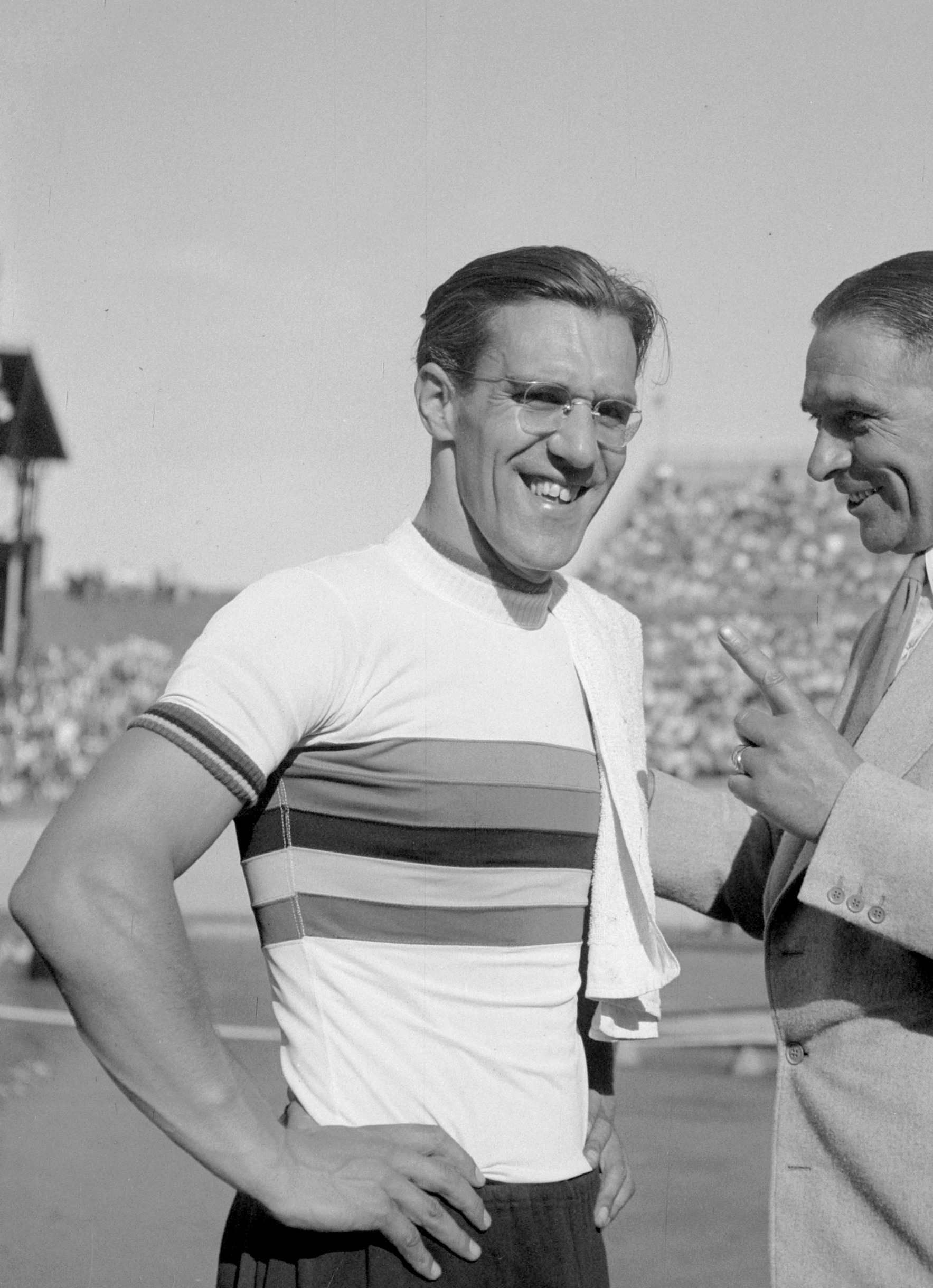
Arie van Vliet ciclista amador da Holanda segundo colocado da prova de velocidade.

| Eventos profissionais masculinos |                         |                                |                             |
| Velocidade individual            | Jef Scherens · Bélgica  | Albert Richter · Alemanha      | Louis Gérardin · França     |
| Motor-paced                      | Erich Metze · Alemanha  | Paul Krewer · Alemanha         | Eduardo Severgnini · Itália |
| Evento amador masculino          |                         |                                |                             |
| Velocidade individual            | Benedetto Pola · Itália | Arie van Vliet · Países Baixos | Christian Lente · França    |

## Quadro de medalhas
| Ordem | País          | Medalha de ouro | Medalha de prata | Medalha de bronze | Total |
| ----- | ------------- | --------------- | ---------------- | ----------------- | ----- |
| 1     | Alemanha      | 1               | 2                | 0                 | 3     |
| 2     | Itália        | 1               | 0                | 1                 | 2     |
| 3     | Bélgica       | 1               | 0                | 0                 | 1     |
| 4     | Países Baixos | 0               | 1                | 0                 | 1     |
| 5     | França        | 0               | 0                | 2                 | 2     |